# Gonzalo Rivas
Gonzalo Andrés Rivas Saavedra (Quilpué, Chile, 10 de octubre de 1995) es un futbolista chileno. Juega como volante en Deportes Colina de la Segunda División Profesional.

## Clubes
| Club            | País  | Año             |
| --------------- | ----- | --------------- |
| San Luis        | Chile | 2012 - 2019     |
| Deportes Colina | Chile | 2020 - Presente |